# Wehrbereichskommando V
Das Wehrbereichskommando V war ein Wehrbereichskommando im Territorialheer der Bundeswehr. Aufgabe dieser Kommandobehörde war die Territoriale Verteidigung im Wehrbereich V. Der Wehrbereich V umfasste das Land Baden-Württemberg. Das Wehrbereichskommando wurde ab 1956 aufgestellt. Langjähriger Stabssitz war Stuttgart (Theodor-Heuss-Kaserne), ab 1994 Sigmaringen (Graf-Stauffenberg-Kaserne). Ab 1994 wurde die Führung des Wehrbereichs durch den fusionierten Stab „Wehrbereichskommando V / 10. Panzerdivision“ wahrgenommen. Das Wehrbereichskommando wurde 2001 außer Dienst gestellt.

## Geschichte

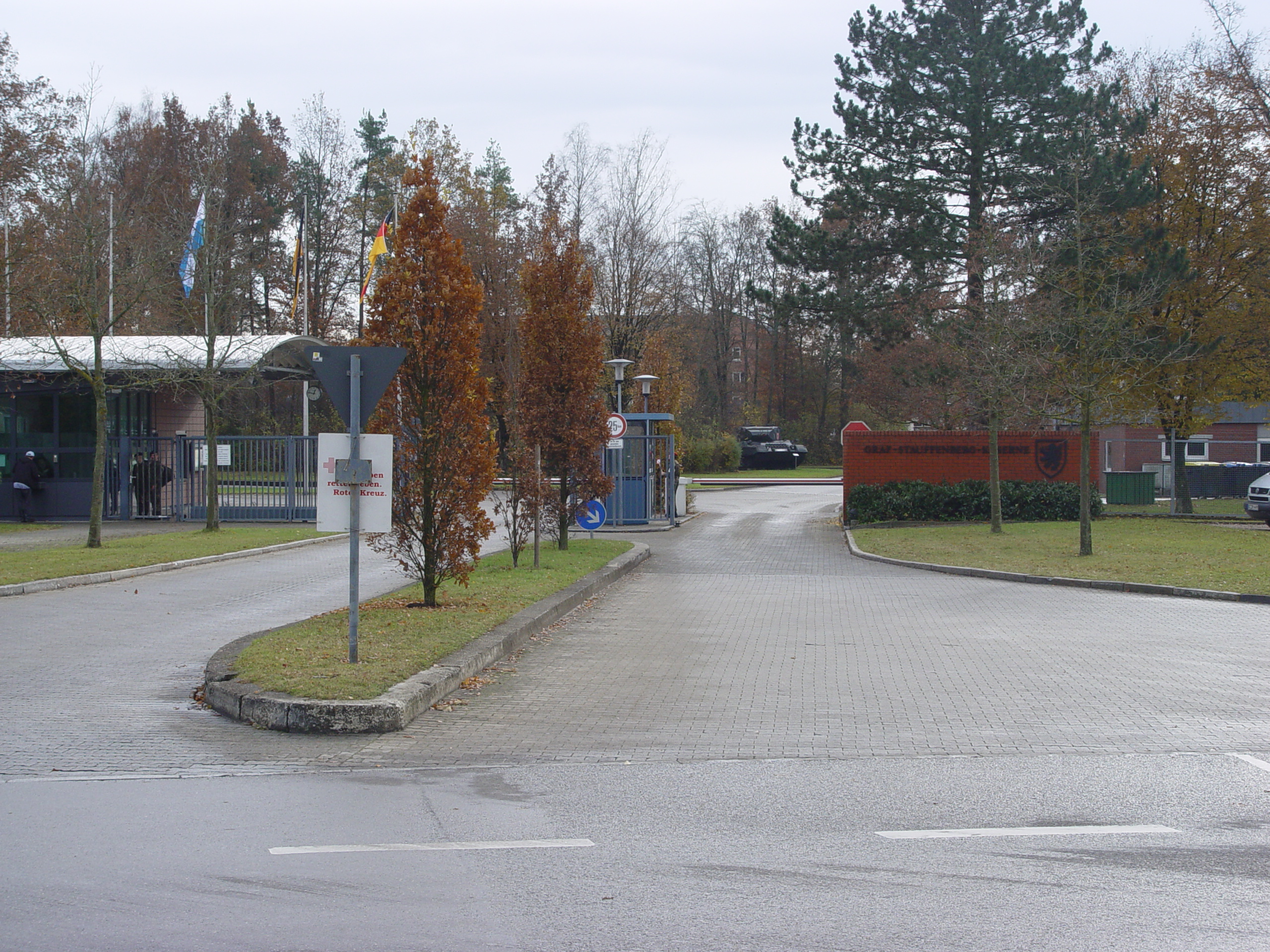
Standort des Stabes des Wehrbereiches V: Die Graf-Stauffenberg-Kaserne in Sigmaringen

Das Wehrbereichskommando wurde ab 23. Januar 1956 in Böblingen und ab Mai 1957 in Stuttgart-Bad Cannstatt als Teil des Territorialheeres aufgestellt. Es war bis 1969 dem Kommando Territoriale Verteidigung unterstellt. Von 1958 bis 1961 wurden im Wehrbereich TV-Stäbe (Territorialverteidigungsstäbe) aufgestellt, die ab 1963 in Verteidigungsbezirkskommandos umgegliedert wurden und dem Wehrbereichskommando nachgeordnet waren. Aufgestellt wurden folgende Verteidigungsbezirkskommandos:
- Verteidigungsbezirkskommando 51 (Stuttgart)
- Verteidigungsbezirkskommando 52 (Karlsruhe)
- Verteidigungsbezirkskommando 53 (Freiburg im Breisgau)
- Verteidigungsbezirkskommando 54 (Tübingen)

Ab 1964 wurden in den Verteidigungsbezirken mit der Aufstellung nachgeordneter Verteidigungskreiskommandos begonnen. Das Wehrbereichskommando wurde ab 1969 zur Einnahme der Heeresstruktur III in das Heer eingegliedert und dem Territorialkommando Süd unterstellt.
Nach Ende des Kalten Krieges wurde das Territorialheer deutlich verkleinert. In der Heeresstruktur V wurden die Wehrbereichskommandos und Divisionsstäbe fusioniert. Das Wehrbereichskommando V verschmolz zum 1. April 1994 mit der 10. Panzerdivision. Der fusionierte Stab wurde als „Wehrbereichskommando V / 10. Panzerdivision“ bezeichnet. Der Stabssitz wurde von Stuttgart nach Sigmaringen verlegt. Der fusionierte Stab unterstand dem II. Korps. Die Trennung zwischen einem der NATO unterstellten Feldheer und dem auch im Verteidigungsfall unter nationalem Kommando bleibenden Territorialheer wurde damit organisatorisch in der Friedensgliederung aufgeweicht. Erst im Verteidigungsfall wären die fusionierten Stäbe voraussichtlich wieder getrennt worden.
2001 wurde die Fusion rückgängig gemacht und das Territorialheer als Teilbereich des Heeres aufgelöst. Die 10. Panzerdivision bestand als Division fort; das Wehrbereichskommando V wurde zum 1. Oktober 2001 außer Dienst gestellt. Viele der Aufgaben im Wehrbereich wurde dem von Grund auf neu gegliedertem Wehrbereichskommando IV „Süddeutschland“ übertragen, das in die neu aufgestellte Streitkräftebasis wechselte.

## Gliederung
Der Stab selbst war teilaktiv und sollte im Spannungsfall von rund 250 auf rund 800 Soldaten aufwachsen. Nach Einnahme der Heeresstruktur IV unterstanden:
- 10 nichtaktive Verbindungskommandos (zur Landesregierung Baden-Württemberg, zu den NATO-Korps und -Divisionen sowie zu den Nachbar-WBKs)
- die teilaktive Stabskompanie (zusätzlich zum Stabspersonal drei Sicherungszüge zur Sicherung des Gefechtsstandes)
- die VBKs 51, 52, 53 und 54
- die teilaktive Heimatschutzbrigade 55
- die nichtaktive Heimatschutzbrigade 65
- das nichtaktive Unterstützungskommando 5 (nur der Stab war teilaktiv)
- der Bereichsfernmeldeführer 5
- die aktiven Truppenübungsplatzkommandanturen Münsingen und Heuberg
- das nichtaktive Lazarettregiment 75 (nur der Stab war teilaktiv)
- das nichtaktive Pionierregiment 75
- das aktive Feldjägerbataillon 750
- das nichtaktive Feldjägerbataillon 751
- das nichtaktive Transportbataillon 750
- das nichtaktive ABC-Abwehrbataillon 750 (direkt dem WBK unterstellter WHNS-Truppenteil)
- die nichtaktive Instandsetzungskompanie 750
- die nichtaktive Nachschubkompanie 750
- der nichtaktive Kampfmittelbeseitigungszug 7500

Dazu kamen noch die im Wehrbereich stationierten Truppenteile des Territorialkommandos Süd:
der Stab des Territorialkommandos Süd (Mannheim),
die Stäbe Fernmeldekommando 850 (Mannheim), Pionierkommando 850 (Mannheim) und Sanitätskommando 850 (Mannheim). Diesen Kommandos auf Brigadeebene unterstanden weitere nichtaktive Truppenteile.
das selbständige gekaderte Feldersatzbataillon 852 (Kraichtal)
Im Frieden unterstanden die gekaderten Wehrleitersatzbataillone (WL/ErsBtl) des Territorialkommandos Süd einzelnen VKKs. In Baden-Württemberg waren dies u. a. die zum Feldausbildungsregiment 86 (München) gehörenden Wehrleitersatzbataillone 866 (Kirchzarten, bei VKK 533), 867 (Hechingen, bei VKK 541), 868 (Amstetten, bei VKK 542), 869 (Weingarten, bei VKK 543), 870 (Renningen, bei VKK 511), 871 (Schorndorf, bei VKK 512), 872 (Siegelsbach, bei VKK 513), 873 (Ludwigsburg, bei VKK 511), 874 (Oftersheim, bei VKK 522), 875 (Pforzheim, bei VKK 523) und 876 (Neuhausen ob Eck, bei VKK 532).

## Verbandsabzeichen

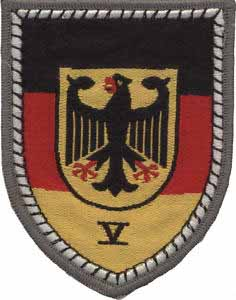
Gewebtes Verbandsabzeichen des Wehrbereichskommandos

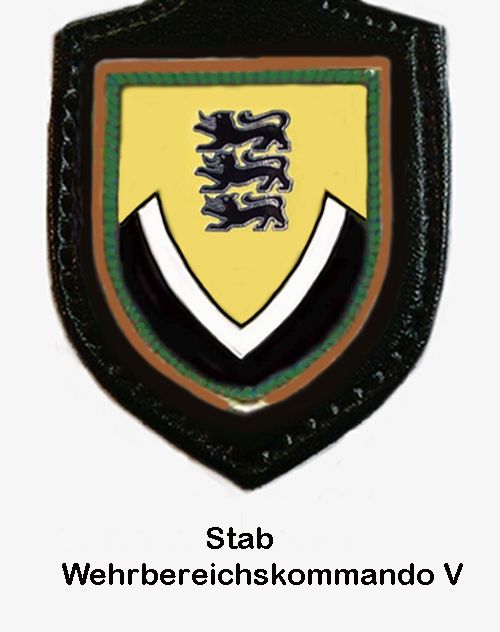
Internes Verbandsabzeichen des Stabes des Wehrbereichskommandos V mit Staufer Löwen vor Verlegung nach Sigmaringen

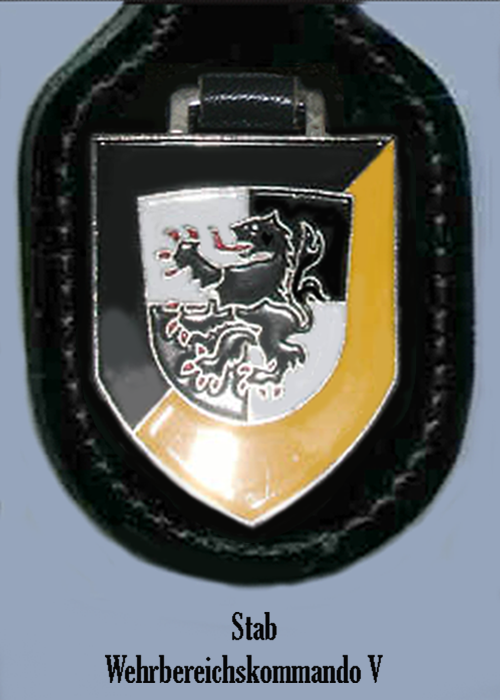
Internes Verbandsabzeichen des Stabes des Wehrbereichskommandos V mit Sitz in Sigmaringen: das Wappen der Hohenzollern auf den baden-württembergischen Landesfarben

Das Wehrbereichskommando führte ein Verbandsabzeichen mit folgender Blasonierung:
„Von einer silbernen Kordel mit eingeflochtenem schwarzen Faden gefasst, geteilt zu Schwarz, Rot, Gold in goldenem Mittelschild ein einköpfiger schwarzer Adler, den Kopf nach rechts gewendet, die Flügel offen, aber mit geschlossenem Gefieder, Schnabel, Zunge und Fänge von roter Farbe (Bundesadler); der Mittelschild unten begleitet von der schwarzen römischen Ziffer V.“
Die Schildteilung entsprach der Flagge Deutschlands. Die Motive des Verbandsabzeichens ähnelten im Übrigen dem Wappen Deutschlands. Der Bundesadler war das deutsche Wappentier. Er wurde ähnlich auf den Truppenfahnen abgebildet. Die enge Anlehnung an das Wappen und die Flagge Deutschlands verdeutlichte, dass das Territorialheer und seine Wehrbereichskommandos auch im Verteidigungsfall unter Kommandogewalt des nationalen Befehlshabers blieb und nicht der NATO assigniert war.
Die Verbandsabzeichen der Kommandobehörden im Territorialheer waren sich besonders ähnlich. Insbesondere unterschieden sich die Verbandsabzeichen der übergeordneten Territorialkommandos und der anderen Wehrbereichskommando nur durch die Beschriftung. Auch das Verbandsabzeichen des Bundesministeriums der Verteidigung war bis auf den Bord fast identisch. Der bei den Wehrbereichskommandos silber/schwarz geflochtene Rand symbolisierte die Stellung unterhalb des Bundesministeriums der Verteidigung, das entsprechend eine „höherwertige“ goldene Kordel aufwies.